# 喬皮奧爾霍山 (欽奇瓦西區)
12°28′18″S 74°34′58″W / 12.47167°S 74.58278°W
喬皮奧爾霍山（Chawpi Urqu），是秘魯的山峰，位於該國中南部萬卡韋利卡大區，由丘爾坎帕省的欽奇瓦西區負責管轄，屬於安地斯山脈的一部分，海拔高度4,400米。